# فروید و فلسفه (کتاب)
فروید و فلسفه: مقاله‌ای در باب تفسیر (به فرانسوی: De l'interprétation. Essai sur Sigmund Freud‎) کتابی است دربارهٔ زیگموند فروید، بنیان‌گذار روان‌کاوی که توسط فیلسوف فرانسوی پل ریکور در سال ۱۹۶۵ نوشته شده‌است. در کتاب فروید و فلسفه، ریکور کار فرویدی را بر حسب هرمنوتیک، نظریه‌ای که بر تفسیر یک متن خاص حاکم است، و پدیدارشناسی، مکتبی از فلسفه که توسط ادموند هوسرل بنیان شد، تفسیر می‌کند. ریکور به سؤالاتی مانند ماهیت تفسیر در روان‌کاوی، درک ماهیت انسان و رابطه بین تفسیر فروید از فرهنگ در میان دیگر تفاسیر می‌پردازد. این کتاب اولین بار در فرانسه توسط ادیشن دو سویل و در ایالات متحده توسط انتشارات دانشگاه ییل منتشر شد.
ریکور آنچه را که به‌نظر او تنشی در کار فروید می‌داند، بین تأکید بر «انرژی» که پدیده‌های روان‌شناختی را بر حسب مقادیر انرژی توضیح می‌دهد، و تأکید بر هرمنوتیک را بررسی می‌کند. او فروید را با فیلسوفان کارل مارکس و فردریش نیچه مقایسه می‌کند که این سه‌گانه را «مکتب سوءظن» توصیف می‌کنند و شباهت‌ها و تفاوت‌های بین روان‌کاوی و پدیدارشناسی را بررسی می‌کند. او همچنین ایده‌های فروید را با ایده‌های فیلسوف گئورگ ویلهلم فردریش هگل مقایسه می‌کند و ایده‌های خود را در مورد نمادهایی که در اثر قبلی‌اش، سمبولیسم شر (۱۹۶۰) بررسی شده بود، توسعه می‌دهد. در پاسخ به انتقاد از وضعیت علمی روان‌کاوی توسط فیلسوف ارنست نیگل، ریکور استدلال می‌کند که روان‌کاوی را نه به‌عنوان یک علم مشاهده‌ای، بلکه به‌عنوان یک «تفسیر» که به تاریخ شبیه است تا روان‌شناسی، درک کرده‌است. او از روان‌کاوانی انتقاد می‌کند که این را به‌عنوان پاسخی به استدلال‌هایی مبنی بر غیرعلمی بودن روان‌کاوی قبول نمی‌کنند.
یکی از مشهورترین آثار ریکور، فروید و فلسفه، با اروس و تمدن فیلسوف هربرت مارکوزه (۱۹۵۵)، زندگی در برابر مرگ اثر نورمن او. براون (۱۹۵۹)، فروید اثر جامعه‌شناس فیلیپ ریف، ذهن اخلاق‌گرا (۱۹۵۹) و دانش و علایق انسانی فیلسوف یورگن هابرماس (۱۹۶۸) مقایسه شده‌است. مفسران بحث‌های ریکور دربارهٔ نظریه‌های روانکاوی فروید، کاوش او در جنبه‌های معمولاً نادیده گرفته‌شده کار فروید، مقایسه فروید با هگل، مارکس و نیچه و بحث او دربارهٔ پدیدارشناسی را ستوده‌اند. این اثر ژاک لاکان روان‌کاو را خشمگین کرد، که ریکور را متهم کرد که ایده‌هایش را بدون ذکر اسناد نوشته‌است. اگرچه برخی از دانشمندان این اتهام را رد کردند. فروید و فلسفه پس از انتشار نسخه انگلیسی آن در سال ۱۹۷۰، بازخوردهای مثبتی دریافت کرد. این کتاب به‌عنوان یکی از مهم‌ترین بحث‌های روانکاوی توصیف شد و ریکور به دلیل بحث در مورد نمادها مورد تحسین قرار گرفت. او همچنین به انتقاد از دیدگاه‌های فروید در مورد نمادها و مذهب اعتبار داشت. با این حال، برخی از منتقدان استدلال کرده‌اند که دیدگاه‌های ریکور بر عدم امکان ارزیابی علمی روان‌کاوی دلالت دارد.

## خلاصه

### پیشگفتار

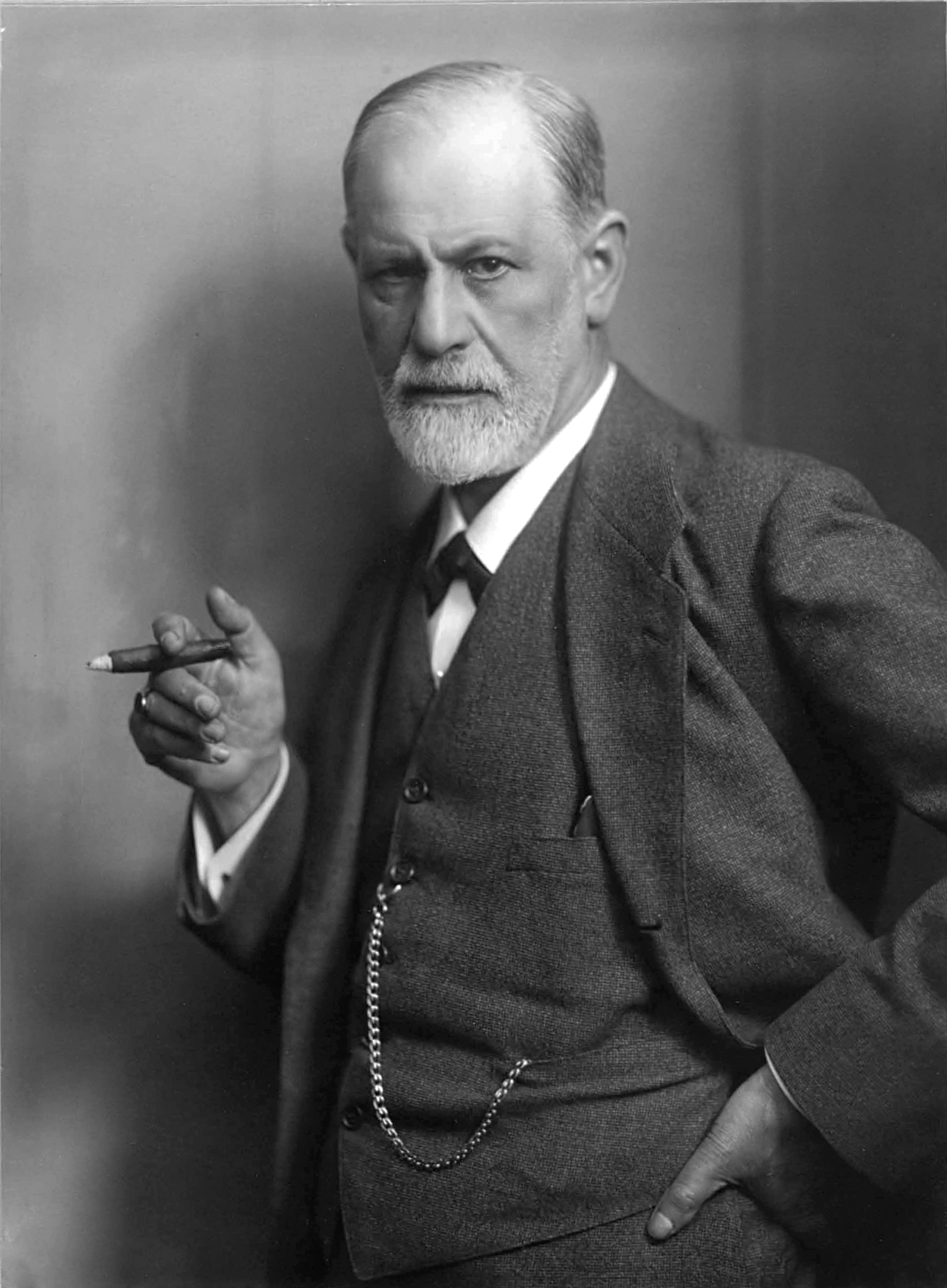
زیگموند فروید، بنیان‌گذار روان‌کاوی. ریکور استدلال می‌کند که کار فروید باید بر اساس هرمنوتیک تفسیر شود.

ریکور توضیح می‌دهد که موضوع او زیگموند فروید است؛ بنیان‌گذار روان‌کاوی، نه خود روان‌کاوی؛ بنابراین او از بحث دربارهٔ ادبیات روان‌کاوانه پس از فروید و شخصیت‌های دگراندیشی مانند روان‌پزشک کارل یونگ اجتناب می‌کند. او تأکید می‌کند که فروید و فلسفه یک اثر فلسفه است نه یک کار روان‌شناسی، و کار خود را با فیلسوفانی مانند رولان دالبیز در روش روان‌کاوی و دکترین فروید (۱۹۳۶) و هربرت مارکوزه در اروس و تمدن (۱۹۵۵)، و همچنین به جامعه‌شناس فیلیپ ریف در فروید: ذهن اخلاق‌گرا (۱۹۵۹) و روان‌کاو جان فلوگل در انسان، اخلاق و جامعه (۱۹۴۵)مقایسه می‌کند. او مانند مارکوزه، ریف و فلوگل، روان‌کاوی را «تفسیر فرهنگ» می‌داند، اما برخلاف آن‌ها، دغدغه اصلی او «ساختار گفتمان فرویدی» است.
ریکور اهداف اصلی خود را تبیین ماهیت و هدف تفسیر در روان‌کاوی، نشان دادن این‌که تفسیر روان‌کاوانه به چه درکی از ماهیت انسان می‌انجامد، و بررسی این‌که آیا تفسیر فروید از فرهنگ با سایر تفاسیر سازگار است یا خیر، بیان کرد. او خاطرنشان می‌کند که با بحث در مورد این سؤالات، مسائل حل‌نشده مربوط به نمادهایی را که در اثر قبلی خود به‌نام «سمبلیسم شر» مطرح شده بود، بیش‌تر بررسی می‌کند.

### کتاب اول: مشکل: قرار دادن فروید
ریکور بحث خود دربارهٔ فروید را به تأکید بر اهمیت زبان مشترک فیلسوفانی مانند لودویگ ویتگنشتاین و مارتین هایدگر، مکاتب فلسفی، مانند پدیدارشناسی، جنبشی که توسط ادموند هوسرل پایه‌گذاری شد، و فلسفه زبانی انگلیسی، به‌عنوان تفسیر عهد جدید، دین‌شناسی تطبیقی، انسان‌شناسی و روان‌کاوی و نیز رشته‌هایی مرتبط می‌داند. ریکور استدلال می‌کند که برای تبیین مقاصد گوناگون به «فلسفه جامع زبان» نیاز است و روان‌کاوان باید در بحث زبان شرکت کنند.
او معتقد است که یکی از اهداف فروید «تفسیر مجدد همه تولیدات روانی مربوط به فرهنگ، از رؤیاها، از طریق هنر و اخلاق، تا دین» بود. او با بحث در مورد نظریه رؤیاهای فروید، می‌نویسد که فروید از رؤیاها به‌عنوان الگویی برای همه ابراز مبدل خواسته‌های انسانی استفاده می‌کند. او استدلال می‌کند که روان‌کاوی نه به خود خواسته‌ها، بلکه به زبانی که در آن‌ها منتقل می‌شوند می‌پردازد، که شامل «معناشناسی میل» است، و مفاهیم روان‌کاوی مانند سرکوب و کاتکسیس بیان‌گر پویایی یا «انرژی» است. که «فقط در یک معناشناسی بیان می‌شوند». او می‌نویسد که بررسی‌های فروید از رؤیاها و پدیده‌های مرتبط مانند طنز، اسطوره‌شناسی و مذهب، نشان می‌دهد که آن‌ها معنادار هستند و به شیوه‌ای که در آن امیال «به گفتار می‌رسند» مربوط می‌شود. او نتیجه می‌گیرد که روان‌کاوی رویکرد جدیدی به گفتار ارائه می‌دهد. از نظر ریکور، کار فروید نشان می‌دهد که زبان شبیه رؤیا است، به این معنا که «به معنای چیزی غیر از آنچه می‌گوید» است و «معنای دوگانه» را بیان می‌کند. به عقیده ریکور، رؤیاها و پدیده‌های قابل مقایسه با آن‌ها، از جمله جنون و فرهنگ انسانی به‌طور کلی، شامل «دلالت‌هایی هستند که هم در آن معنای دیگری داده می‌شود و هم در معنایی بی‌واسطه پنهان می‌شود» که او آن را معادل نماد می‌داند.
او با مقایسه روشی که در آن روان‌کاوی «معنای دوگانه» را با پدیدارشناسی دین می‌خواند، شباهت‌ها و تفاوت‌های بین این دو رویکرد را شناسایی می‌کند. به نظر او، تفاوت اصلی در این است که پدیده‌هایی که روان‌کاوی آن‌ها را بازتاب تحریف‌شده امیال اساسی می‌داند، از نظر پدیدارشناسی دین به‌عنوان «وحی امر قدسی» تلقی می‌شود. شایستگی نسبی این دیدگاه‌ها یکی از دغدغه‌های اصلی اوست. او استدلال می‌کند که روان‌کاوی به «حوزه هرمنوتیک» مربوط می‌شود که به معانی دوگانه و تقابل بین اشکال مختلف تفسیر مربوط می‌شود.  او «هرمنوتیک» را به عنوان «نظریه قواعدی که بر یک تفسیر حاکم است، یعنی بر تفسیر یک متن خاص، یا گروهی از نشانه‌ها که ممکن است به‌عنوان یک متن نگریسته شود» تعریف می‌کند. می‌توان فهمید که شامل تفسیر چیزهایی مشابه متون است. او پیشنهاد می‌کند که «مشکل نمادگرایی» تا حد زیادی با مشکل زبان هم‌خوانی دارد.

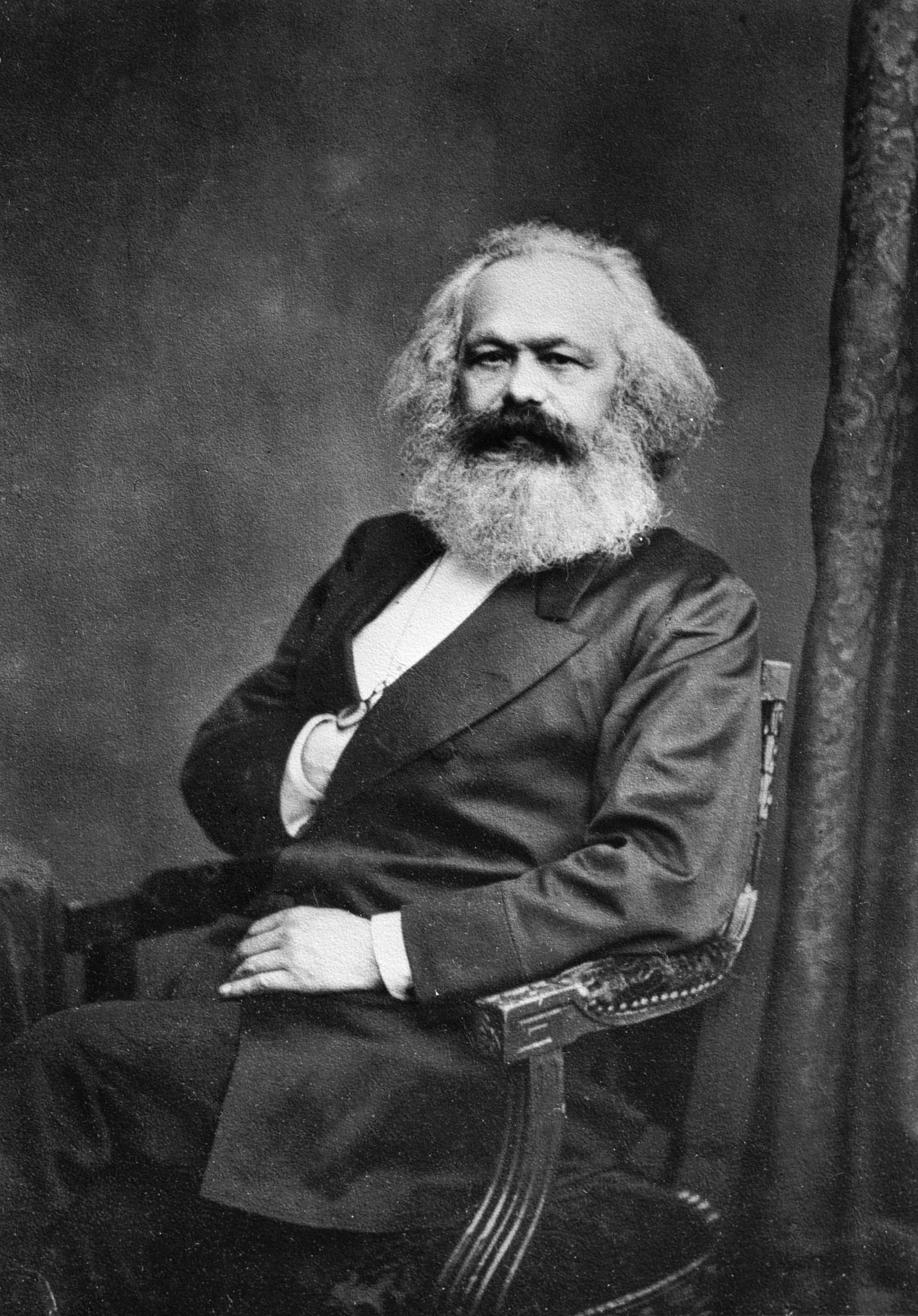
کارل مارکس، بنیانگذار مارکسیسم. ریکور می‌نویسد که مارکس و فروید استادان «مکتب سوءظن» هستند.

از نظر ریکور، کار فروید را می‌توان با فیلسوفان کارل مارکس و فردریش نیچه مقایسه کرد. او از این سه نفر به‌عنوان استادان «مکتب سوءظن» یاد می‌کند و استدلال می‌کند که علی‌رغم تفاوت‌هایشان، ناسازگاری ظاهری ایده‌هایشان، و علی‌رغم سوءتفاهم‌هایی که از نتیجه‌گیری‌هایشان صورت می‌گیرد، همه آن‌ها آگاهی را در درجه اول آگاهی کاذب می‌دانند و به‌دنبال توضیح آن هستند. فرایند و ابزاری برای رمزگشایی آن با هدف گسترش آگاهی فراهم می‌کند. او همه آن‌ها را اساساً مخالف «پدیدارشناسی امر قدسی» و «هرمنوتیک به‌عنوان یادآوری معنا و یادآور وجود» می‌داند.

### کتاب دوم: تحلیلی: خوانش فروید
ریکور توضیح می‌دهد که در بخش دوم کتاب، روان‌کاوی را در ارتباط با دیدگاه‌های دیگر در درجه اول مورد بحث قرار می‌دهد تا نشان دهد که چگونه با آن‌ها تفاوت دارد و با آن‌ها مخالف است. او استدلال می‌کند که می‌توان آن را هم به‌عنوان یک «انرژی» درک کرد، از این نظر که مستلزم «تبیین پدیده‌های روانی از طریق تضاد نیروها» است و هم به‌عنوان «هرمنوتیک»، به این معنا که مستلزم «تفسیر معنای ظاهری از طریق معنای نهفته» است.» او نظریه‌های فروید در مورد رانه مرگ، سازوکار دفاعی، همجنس‌گرایی، نهاد، خود، فراخود، هم‌ذات‌پنداری، لیبیدو، متاروان‌شناسی، خودشیفتگی، عقده ادیپ، اصل لذت، نیمه‌هشیار، دستگاه روانی، رشد روانی جنسی، اصل واقعیت، والایش، انتقال، ذهن ناهشیار و همچنین رؤیاپردازی، نظریه اغواگری فروید و روش تداعی آزاد را مورد بحث قرار می‌دهد.
او پیشنهاد می‌کند که فروید در تفسیر خواب (۱۸۹۹) موفق نشد «زبان معنا» و «زبان شبه‌فیزیکی» را که بخش‌های مختلف نظریه‌اش به آن اشاره می‌کنند، آشتی دهد. او خاطرنشان می‌کند که برای فروید، رؤیاها «اثبات نهایی» وجود ناخودآگاه را ارائه می‌دهند، زیرا از نظر فروید، فعالیت تحریف رؤیاپردازی باعث می‌شود که به ناخودآگاه هم جایگاهی متمایز در ساختار ذهن و هم در ساختار مجموعه قوانین خود نسبت داده شود. او مفهوم روان‌کاوانه ناخودآگاه را «کاملاً غیر پدیدارشناسانه» می‌داند. او همچنین یک تضاد اساسی بین عصر هوسرل، که شامل «تقلیل به آگاهی» است، و رویه‌های روان‍کاوی، که شامل «کاهش آگاهی» است، مشاهده کرد. او استدلال می‌کند که تضاد نتیجه تأکید فروید بر غریزه است، که تأکید بر نقش سوژه و ابژه در آگاهی را جایگزین می‌کند، و مشاهده می‌کند که فروید دریافت که با استفاده از مفهوم غریزه برای «ارتباط واقعیات تجربی»، از توصیف به سیستم‌سازی حرکت کرده بود و این شامل استفاده از فرضیه‌ها بود. او توضیح می‌دهد که فرضیه‌های فروید شامل مواردی می‌شود که به عملکرد دستگاه روانی مربوط می‌شوند، که از نظر فروید با کیفیت‌های «لذت-نارضایتی» تنظیم می‌شود، و به نوبه خود به «میزان محرک‌های… تأثیرگذار بر زندگی ذهنی بستگی دارد».

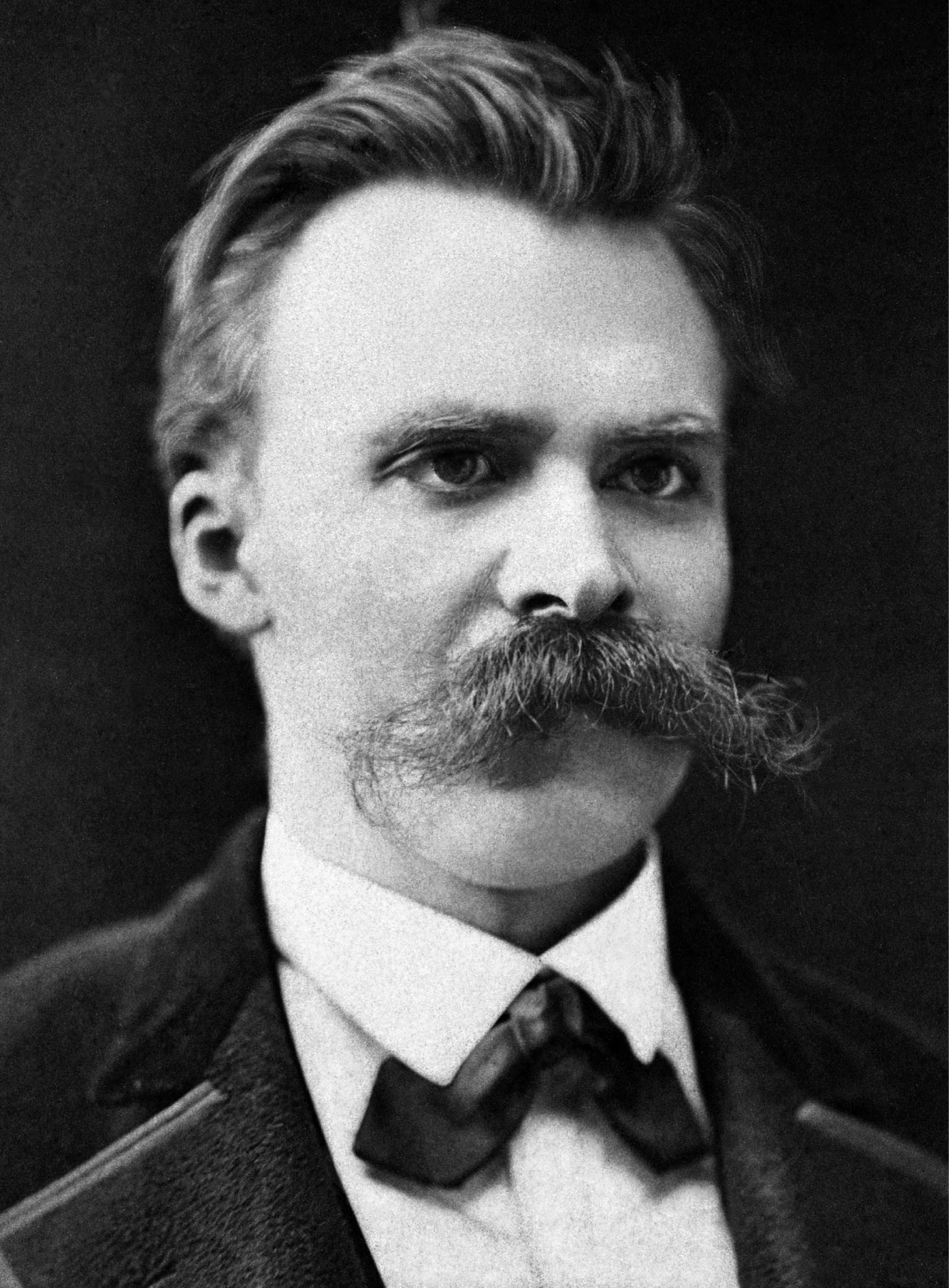
فردریش نیچه. ریکور استدلال می‌کند که نیچه، مانند فروید و مارکس، استاد «مکتب سوءظن» است.

با توجه به این‌که، از نظر فروید، هدف غرایز باید بر اساس هدف آن‌ها درک شود و نه برعکس، او می‌افزاید که شیء ممکن است چیزی خارج از شخص یا بخشی از بدن خود او باشد. او در سه مقاله دربارهٔ نظریه جنسیت (۱۹۰۵) این اکتشافات را به فروید نسبت می‌دهد. او نمونه‌هایی از چگونگی تلاش فروید برای توضیح فرآیندی را ارائه می‌دهد که طی آن غرایز، ابژه‌های خود را در نظریه‌های خودشیفتگی و هویت‌یابی تغییر می‌دهند، با مشاهده این که برای فروید، توضیح خودشیفتگی به‌معنای نشان دادن این است که «نه تنها شیء تابعی از هدف از یک غریزه است، بلکه نفس خود هدف غریزه است». او می‌نویسد که از نظر فروید، خودشیفتگی را باید از طریق عبارات ثانویه آن درک کرد، مانند انحراف «که در آن بدن خود به‌عنوان یک موضوع عشق تلقی می‌شود» و این‌که نظریه خودشیفتگی به فروید کمک کرد تا نشان دهد که جابه‌جایی خودشیفتگی مبنای «تشکیل آرمان‌ها» است و بنابراین پیامدهایی برای نظریه هویت‌یابی دارد. او خاطرنشان می‌کند که از نظر فروید، شناسایی در مرحله دهانی رشد استوار است و بر اساس عمل بلعیدن الگوبرداری می‌شود. او استدلال می‌کند که برای فروید مهم بود که تصمیم بگیرد که آیا این شامل میل به داشتن چیزی است یا میل به شبیه بودن، زیرا فقط می‌توان اولی را در ریشه‌های شفاهی ردیابی کرد.
پیرو تفسیر قبلی، ریکور معتقد است که فروید از مجموعه‌های متفاوتی از اصطلاحات استفاده می‌کند، از جمله مجموعه‌ای «مشاهده‌ای» مربوط به پدیده‌های قابل مشاهده و مجموعه «نظری» مربوط به پدیده‌هایی که قابل مشاهده نیستند، از جمله نیروهای فرضی مختلف. او معتقد است که تضاد بین هرمنوتیک و گفتمان ناسازگار «اقتصاد»، که شامل مقادیری انرژی است، در کار فروید پس از تفسیر خواب ادامه داشت، و نتیجه می‌گیرد که در آن، «با زبان زور هرگز نمی‌توان بر زبان معنا غلبه کرد». به عقیده ریکور، ادعاهای روان‌کاوانه در مورد دین هم بر اساس «مدل توپوگرافیک-اقتصادی» فراروان‌شناسی فرویدی و هم با مثال رؤیاها شکل می‌گیرد. او استدلال می‌کند که جنبه‌هایی از دیدگاه‌های فروید در مورد دین، مانند «پرسش رادیکال» او از آن، با وجود سوء تفاهم‌های احتمالی توسط هر دو گروه، شایسته توجه هم دین‌داران و هم غیرمؤمنان است. او همچنین پیش‌نهاد می‌کند که روان‌کاوی می‌تواند با ایمان مذهبی خالص هم‌زیستی داشته باشد. با این حال، او قیاس فروید بین دین و روان‌رنجوری و همچنین صحت برخی از ادعاهای او دربارهٔ تاریخ دین را زیر سؤال می‌برد. فرضیه فروید در مورد رانه مرگ، که در فراسوی اصل لذت (۱۹۲۰) مطرح شد، توسط ریکور مورد انتقاد قرار گرفته‌است، که آن را به‌عنوان حدس و گمان و مبتنی بر یک مبنای واقعی محدود توصیف می‌کند. او بین ایده‌های فروید در مورد رانه مرگ و دیدگاه‌های او در مورد ساختار ذهن که در نفس و شناسه (۱۹۲۳) ارائه شده‌است، ارتباط برقرار می‌کند.

### کتاب سوم: دیالکتیک: تفسیر فلسفی فروید
ریکور توضیح می‌دهد که بخش سوم کتاب به نقد ایده‌های فروید می‌پردازد. او رویکرد خود را این‌گونه خلاصه می‌کند که شامل ابتدا بررسی اعتبار روان‌کاوی از منظر معرفت‌شناسی، سپس کاوش در مفاهیم آن از طریق بسط «باستان‌شناسی موضوع» است. او می‌افزاید که سپس این «باستان‌شناسی» را با «غایت‌شناسی» به گونه‌ای ادغام می‌کند که امکان ارتباط متقابل این «هرمنوتیک‌های متضاد» را نشان می‌دهد.

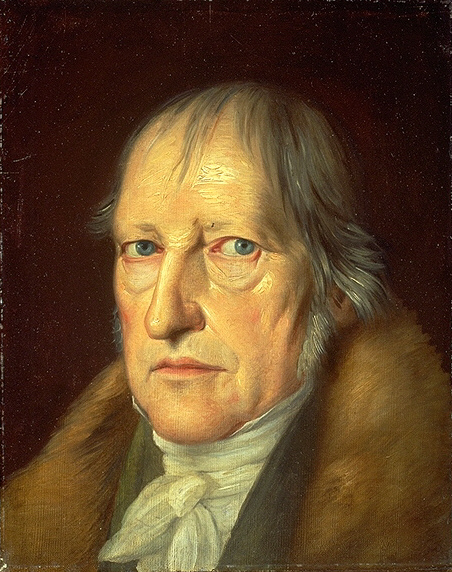
گئورگ ویلهلم فردریش هگل. ریکور ایده‌های هگل و فروید را با هم مقایسه می‌کند.

او روان‌کاوی را با روان‌شناسی علمی و پدیدارشناسی مقایسه می‌کند و استدلال می‌کند که نمی‌توان آن را بخشی از یک «روان‌شناسی عمومی» دانست. او می‌نویسد که اکثر فیلسوفانی که دربارهٔ روان‌کاوی بحث کرده‌اند به این نتیجه رسیده‌اند که این نوع روان‌کاوی نمی‌تواند الزامات اساسی یک نظریه علمی را برآورده کند. او قوی‌ترین استدلال را به ارنست نیگل نسبت می‌دهد و آن را به شرح زیر خلاصه می‌کند. این‌که آیا روان‌کاوی مشمول تأیید تجربی است یا خیر، از آن‌جایی که برخی از مفاهیم آن چنان مبهم و استعاری هستند، و چنان ارتباط نامشخصی با رفتار دارند که نمی‌توان از آن‌ها نتیجه‌گیری‌های خاصی را استنتاج کرد یا توضیح داد که چگونه خود روان‌کاوی را می‌توان ابطال کرد، قابل تردید است. علاوه بر این، هیچ راهی برای نشان دادن معتبر بودن تفسیرهای روان‌کاوانه وجود ندارد، زیرا داده‌های روان‌کاوانه را نمی‌توان از رابطه یک تحلیل‌گر معین با بیمارانش جدا کرد و این ظن که تفسیرها توسط تحلیل‌گران بر داده‌ها تحمیل می‌شوند، با توجه به فقدان مقایسه‌ای اجتناب‌ناپذیر است. رویه‌ها و بررسی‌های آماری در بین آن‌ها، این مشکلات، دستیابی به همان داده‌ها را در شرایط کاملاً استانداردشده یا روان‌کاوان برای تعیین رویه‌های عینی برای تصمیم‌گیری این‌که کدام تفاسیر متضاد ممکن است صحیح باشد، غیرممکن می‌سازد. ادعاهای روان‌کاوان در مورد اثربخشی درمان بی‌فایده است، زیرا درصدهای بهبود را نمی‌توان به‌طور دقیق با مطالعات مناسب تعیین یا تعریف کرد و مقایسه اثربخشی روان‌کاوی با سایر روش‌های درمانی غیرممکن است. 
از نظر ریکور، تا زمانی که روان‌کاوی یک علم مشاهده تلقی شود، چنین استدلال‌هایی قانع‌کننده هستند. او استدلال می‌کند که روان‌کاوان باید با ارائه روان‌کاوی به‌عنوان «تفسیری» که به‌جای روان‌شناسی به تاریخ شباهت دارد، پاسخ دهند، اما چنین نکرده‌اند. او استدلال می‌کند، درحالی‌که برخی از روان‌کاوان تلاش کرده‌اند روان‌کاوی را دوباره فرموله کنند تا معیارهای علمی قابل‌قبول روان‌شناسان را برآورده کند، جنبه‌هایی از نظریه فرویدی این امر را دشوار می‌کند. او به تلاش برای ادغام روان‌کاوی به روان‌شناسی مشاهده‌ای به‌عنوان فرمول‌بندی مجدد «عملیاتی» روان‌کاوی اشاره می‌کند. او می‌نویسد که چنین تلاش‌هایی برای عملیاتی‌سازی روان‌شناسان را راضی نکرده‌است. او استدلال می‌کند که آن‌ها مشروع هستند و می‌نویسد که مطلوب است که روان‌کاوی توسط روان‌شناسی ارزیابی شود و باید تلاش کرد تا نتایج آن را اعتبار یا بی‌اعتبار کرد. با این حال، او تأکید می‌کند که چنین فرمول‌بندی مجدد روان‌کاوی «عملیات دوم با توجه به تجربه‌ای است که مفاهیم فرویدی بر اساس آن پدید آمده‌اند» و به این ترتیب تنها می‌تواند به نتایجی بپردازد که «از تجربه تحلیلی جدا شده‌اند».
ریکور با تأکید بر اهمیت تفاوت بین مفاهیم روان‌کاوی و مفاهیم روان‌شناسی رفتاری، استدلال تولمین را تأیید می‌کند که تبیین رفتار انسان بر حسب انگیزه‌ها از نظر نوع با تبیین رفتار انسان از نظر علل متفاوت است. و این‌که روان‌کاوی به‌جای علل، با انگیزه‌ها سروکار دارد. او معتقد است که چون روان‌کاوی با مفاهیم انگیزشی سروکار دارد، تمایز آشکاری بین آن و علم مشاهده وجود دارد. او با انتقاد از این ایده که روان‌کاوی به یک علم تجربی شباهت دارد، به‌دنبال کار ژاک لاکان تأکید می‌کند که تحلیل مبتنی بر تعاملات کلامی بین روان‌کاو و بیمار است و نشان می‌دهد که «زبان دیگری جدا از زبان مشترک وجود دارد، و خود را برای رمزگشایی از طریق تأثیرات معنی‌دار نشان می‌دهد» مانند علائم و رؤیاها. او معتقد است که نظریه روانکاوانه در نتیجه با «تجربه تحلیلی، تا آن‌جا که تجربه در حوزه گفتار عمل می‌کند» سروکار دارد. او نظریه‌های فروید در مورد والایش را نقد می‌کند و استدلال می‌کند که بیماران از مشکلات متعددی رنج می‌برند و والایش یک «مفهوم پوچ» است، و همچنین دیدگاه‌های او در مورد زبان را نیز نقد می‌کند. او همچنین رابطه بین ایده‌های فروید و عقاید فیلسوف گئورگ ویلهلم فردریش هگل را مورد بحث قرار می‌دهد و نقشی را که میل در کار هر دو ایفا می‌کند مقایسه می‌کند.

## بازخورد
فروید و فلسفه به یک مطالعه مشهور دربارهٔ فروید تبدیل شده‌است، که هم در فلسفه و هم در روان‌کاوی تأثیرگذار است. همراه با انسان خطاکار و سمبولیسم شر که هر دو در سال ۱۹۶۰ منتشر شدند، و تعارض تفاسیر (۱۹۶۹) یکی از مهم‌ترین آثار ریکور محسوب می‌شود. مفسران آن را از دیدگاه‌های مختلف فلسفی ارزیابی کرده‌اند و ترکیبی از ستایش و انتقاد را برای این اثر ارائه کرده‌اند. فروید و فلسفه با اروس و تمدن، و همچنین با فروید: ذهن اخلاق گرا، و دانش و منافع انسانی یورگن هابرماس (۱۹۶۸) و زندگی در برابر مرگ (۱۹۵۹) نورمن او براون مقایسه شده‌است. مرگ. جفری آبرامسون، که بحث‌های ریکور در مورد خودشیفتگی و والایش را تحسین می‌کرد، معتقد بود که این آثار مشترکاً فروید را در مرکز تحقیقات اخلاقی و فلسفی قرار می‌دهند. فروید و فلسفه توسط فیلسوفان دان ایده تمجید شده‌است، که رویکرد آن به تفسیر را محدود به تمرکز بر ایده‌های نماد و معنای مضاعف ریچارد کرنی و داگلاس کلنر یافتند. کرنی نشان داد که تخیل نمادین زبانی است به ریکور. او همچنین پیشنهاد کرده‌است که ریکور درگیر نوعی فرجام‌شناسی بوده‌است. کلنر اهمیت روان‌کاوی را برای «افزایش درک ماهیت انسان و کمک به فرایند خودسازی» به ریکور نسبت داد. او معتقد بود که ریکور بهتر از مارکوزه از برخی ایده‌های فرویدی استفاده می‌کند.